# Agriotes hoodi
Agriotes hoodi is een keversoort uit de familie kniptorren (Elateridae). De wetenschappelijke naam van de soort is voor het eerst geldig gepubliceerd in 1956 door Becker.